# Pungi

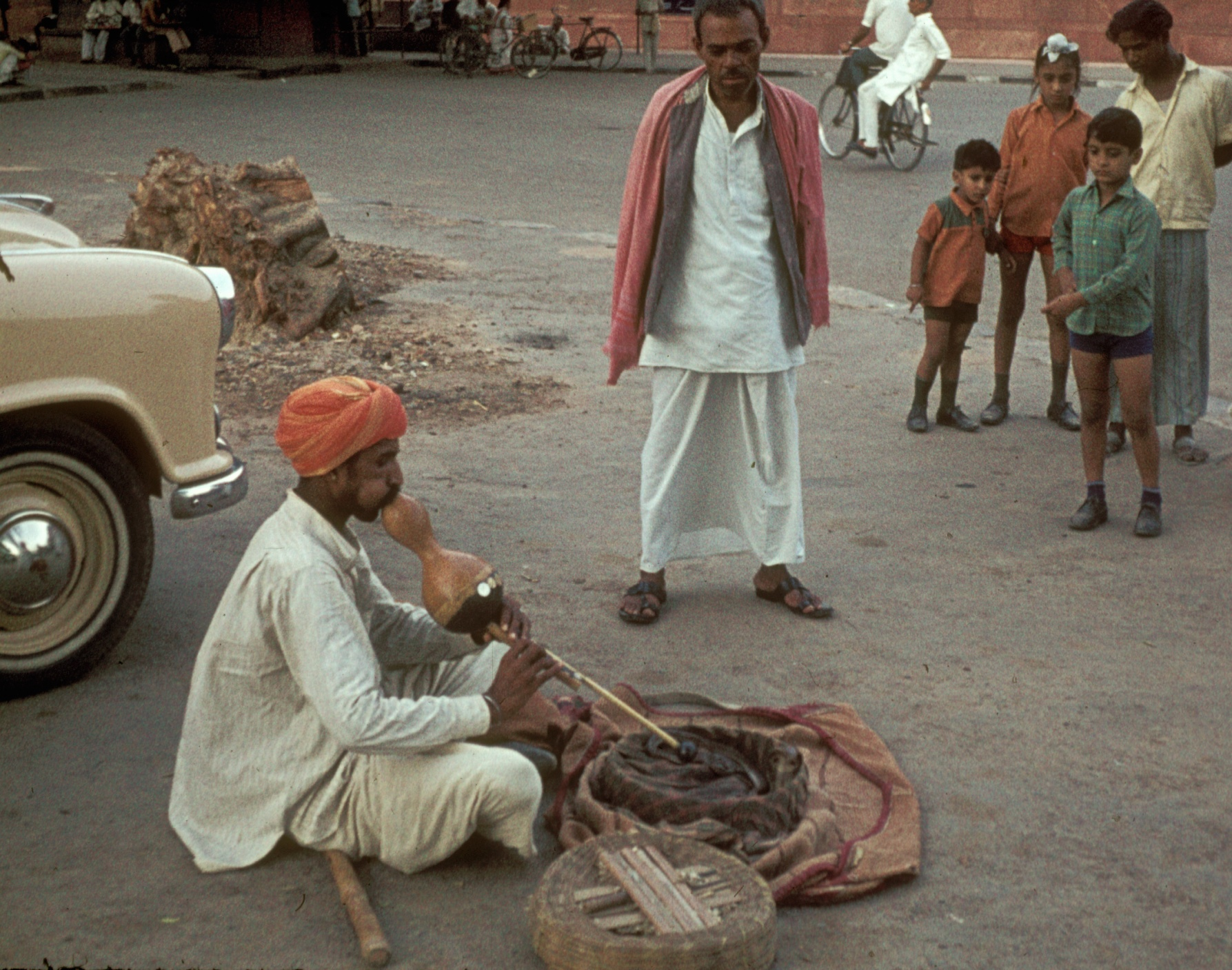
Schlangenbeschwörer in Delhi. Die dicken Backen sind ein Hinweis auf den konstanten Blasdruck bei Zirkularatmung.

Pungi (Hindi, Schreibvarianten pugi, ponga, pongi), auch bin, mahudi, Tamil: magudi; ist ein Einfachrohrblattinstrument mit zwei Blasröhren und Windkapsel in Indien. Die pungi ist vor allem als Hilfsmittel der Schlangenbeschwörer bekannt. In der indischen Volksmusik wird sie gelegentlich als Borduninstrument verwendet.

## Bauform und Spielweise
Das 30 bis 60 Zentimeter lange Blasinstrument besteht aus zwei etwa gleich langen Teilen. Ein getrockneter Flaschenkürbis oder seltener eine Kokosnussschale bilden eine Windkapsel. Durch ein Loch im schlanken Ende der Kalebasse wird die Atemluft gleichmäßig auf zwei dünne Bambus- oder Schilfröhren (jivala) abgegeben, die am gegenüberliegenden bauchigen Ende durch ein weiteres Loch in die Kalebasse hinein geschoben sind. Die Spielröhren werden zunächst in Form geschnitten, dann zusammen mit Reis in Wasser gekocht, mit Kokosnussöl eingerieben und schließlich an der Sonne getrocknet. Die beiden seitlich zusammen geklebten oder gebundenen zylindrischen Pfeifenröhren werden nun an der Windkapsel mit Bienenwachs befestigt und abgedichtet.
Der Ton wird durch eine Zunge erzeugt, die am oberen Ende des Schallrohrs durch einen halbovalen Schnitt der Länge nach aus der Röhrenwand freigelegt worden ist. Damit entsteht ein integriertes, idioglottes Rohrblatt. Bei manchen Instrumenten befinden sich die Zungen an Röhrchen mit kleinerem Durchmesser, die in die oberen Enden der Schallröhren hineingesteckt wurden und also nicht integriert sind. Die Rohrblätter sind im Inneren der Windkapsel verborgen.
Anstelle eines langen Kalebassenhalses kann auch ein gedrechseltes hölzernes Mundstück angesetzt sein. Eine Windkapsel aus einer Kokosnuss benötigt in jedem Fall ein Holzmundstück.

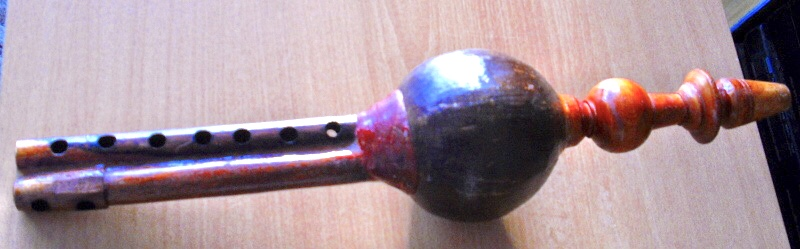
Kurze pungi mit sieben Grifflöchern und einer Kokosnuss als Windkapsel

Die Zunge regelt als Ventil nur den Luftstrom, die Tonhöhe wird durch die Länge der Pfeifenrohre bestimmt. Die Bezeichnung als „Flöte“ ist aufgrund der unterschiedlichen Tonerzeugung beider Instrumententypen unzutreffend. In das rechte Rohr der pungi sind in der Regel sechs, seltener bis zu neun Löcher gebohrt oder eingebrannt; die linke Röhre hat nur ein (bis zwei) mit Wachs verstopfte Löcher an der Unterseite. Der Spieler bedient mit der rechten Hand die Grifflöcher und produziert die Melodie, während die linke Pfeife einen konstanten tiefen Bordunton dazu liefert. Wird das Loch der Bordunpfeife offen gelassen, entsteht ein um eine Sekunde höherer Grundton.
Pungi werden grundsätzlich auf die Haupttöne (svaras) des südindischen Raga Punnagavarali gestimmt, einer Abwandlung des Raga Hanumatodi, der aus dem 8. Jahrhundert stammt und einer der grundlegenden Ragas der südindischen Klassifizierung in melas ist. Wie bei der indischen Oboe shehnai und anderen Rohrblattinstrumenten wird Zirkularatmung praktiziert. Nur gleichmäßiges kräftiges Blasen lässt den typischen nasalen und scharfen Klang entstehen, der nicht beeinflusst werden kann und der allein die tauben Schlangen unbeeindruckt lässt.

## Herkunft und Verbreitung
Doppelklarinetten mit ähnlicher Zunge wurden in ägyptischen Gräbern des 1. Jahrhunderts v. Chr. gefunden. Bei der altägyptischen Klarinette as-it fehlt die künstliche Windkapsel, ebenso bei ihren in Nordafrika und dem Nahen Osten verbreiteten Nachfolgern, den Doppelrohrblasinstrumenten arghul, zummara und mashura. Diese gehören bautechnisch zu den einfachsten, aber am schwierigsten zu spielenden Klarinetten, da die Windkapsel durch die Mundhöhle gebildet werden muss. Eine vergleichbare schlanke Bambusklarinette mit Doppelrohr in Bengalen heißt murali (Hindi und Sanskrit: murali oder murli bezeichnet „Flöte“ allgemein). Die pungi stellt diesen Instrumenten gegenüber eine Weiterentwicklung dar. 
Die Windkapsel verstärkt den Ton, sie speichert und regelt aber nicht den Luftstrom, was im Mundraum geschehen muss. Aus dem Wunsch, den Blasdruck gleichmäßiger aufrecht halten zu können, wurde konsequent die Windkapsel aus festem Material durch einen flexiblen Ledersack ersetzt. Dieser Dudelsack hat seinen Ursprung im antiken Mittelmeerraum. Die südindische Variante shruti upanga aus einem Ziegenledersack, einem kurzen Anblasrohr und einer Pfeife mit Einfachrohrblatt und Seitenlöchern gibt nur einen Bordunton, während die nordindische Sackpfeife mashak oder mashq (Sanskrit: nagabaddha) ein Melodieinstrument, aber wie die südostasiatischen Varianten höchst selten geworden ist. Die indische Sackpfeife wurde von den britischen Kolonialherren im 19. Jahrhundert zur Unterscheidung von den ins Land gebrachten eigenen Sackpfeifen pungi genannt. Sie wurde bei Hochzeitsfeiern und ähnlichen fröhlichen Anlässen geblasen. Eine Variante des schottischen Dudelsacks heißt mashak baja (baja bedeutet allgemein Musikinstrument, besonders Harmonium) und wird im nordindischen Bundesstaat Uttarakhand zur Unterhaltung bei festlichen Anlässen zusammen mit der großen Fasstrommel dhol und der kleinen Kesseltrommel damau gespielt.
Wegen der Windkapseln können pungi dem äußeren Anschein nach für eine Vorform einfacher asiatischer Mundorgeln wie der in Laos gespielten khaen gehalten werden. Primitive Kalebassen-Mundorgeln in Nordostindien mit sechs Pfeifen in zwei Gruppen werden khung oder rusem genannt. Das Funktionsprinzip der Zungen dieser Kalebasseninstrumente, also die Tonerzeugung und daraus folgend die Spielweise sind jedoch völlig verschieden. Die Mundorgel rasem bestehend aus einem Flaschenkürbis mit einem Anblasrohr und sieben Spielpfeifen ist aus dem nordostindischen Bundesstaat Tripura bekannt.

## Varianten in Indien

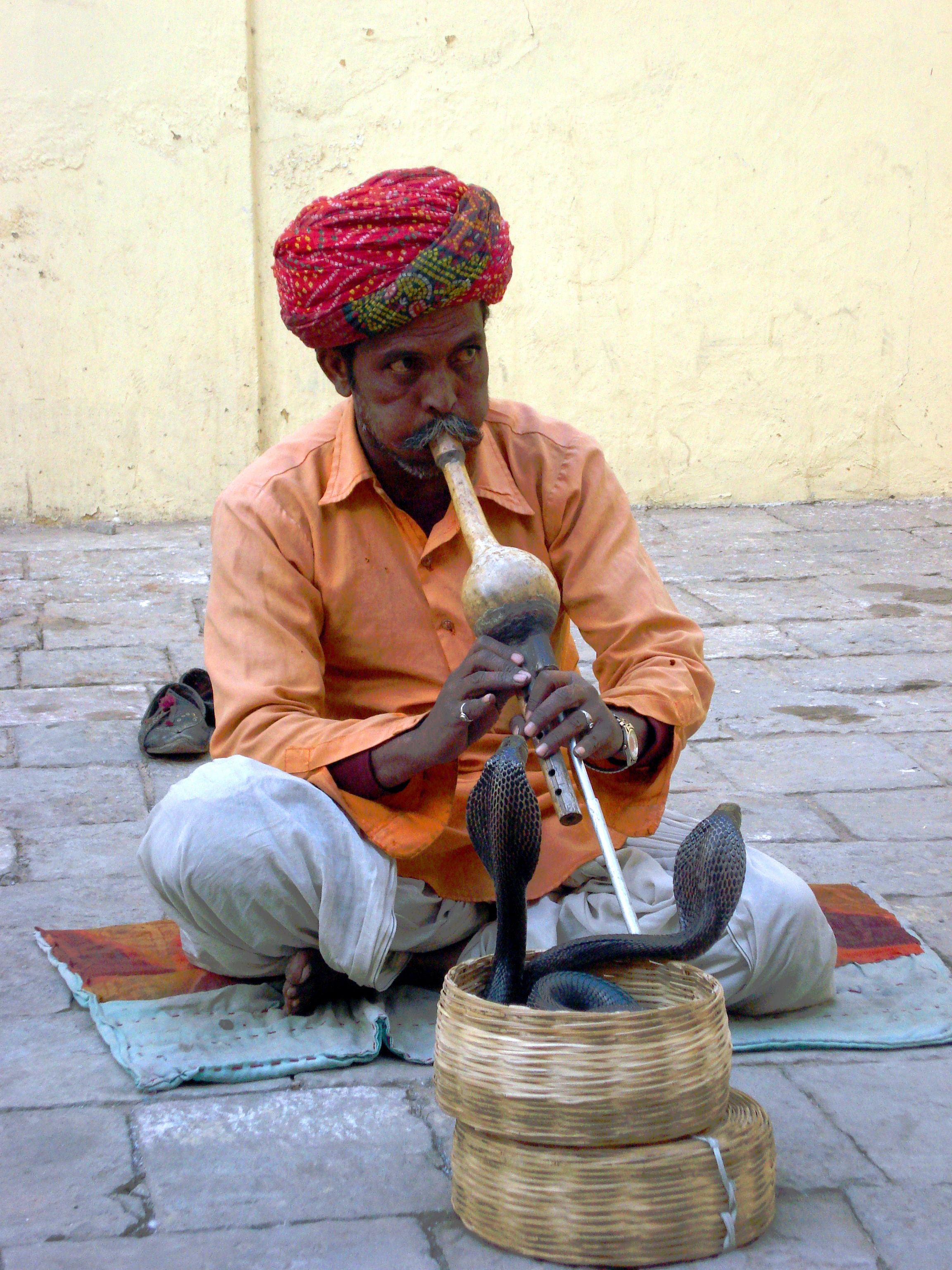
Schlangenbeschwörer in Jaipur

Der Instrumententyp kommt in Südasien nicht nur bei Schlangenbeschwörern, sondern auch in der traditionellen Tanzmusik und bei Prozessionen als Melodie- und Borduninstrument (shruti) zum Einsatz, in letztem Fall mit nur einem Spielrohr. Der Name pungi oder pangra wird von Hindi ponga („hohl“, folglich „Röhre“ oder „Pfeife“) abgeleitet und ist in Nordindien geläufig, in Panjabi auch die Bezeichnung binjogi(„bin des Magiers“). Nagbin bedeutet „Schlangen-bin“. Die Schlangenbeschwörer selbst werden ebenfalls pungi genannt. Auf Sanskrit hieß ein früheres Instrument tiktiri. Das Wort bin ist abgeleitet von Sanskrit vina, eine alte Sammelbezeichnung für Saiteninstrumente, teilweise für Musikinstrumente allgemein. Die nordindischen Namen tumba, tumbi und tomra bedeuten „Kalebasse“. Tumbi ist ansonsten der in Uttar Pradesh gebräuchliche Name für die Kalebassenzupftrommel ektara. In Bengalen taucht der Name sapurer basi („Schlangenbeschwörerpfeife“) auf.
Die Gesellschaftsgruppen der Schlangenbeschwörer heißen allgemein Garudi, in Nordindien auch Sapera. Die regionale Bezeichnung für das Schlangenbeschwörerinstrument in Gujarat ist mahudi. In ländlichen Gegenden von Gujarat und beim Volk der Warli in Maharashtra heißt ein ähnliches Blasinstrument mit Schalltrichter tarpu (tarpo) oder ghonga. Bei Feiern zur Reisernte treten dort abends hunderte von Tarpu-Spielern im Kreis der tanzenden Dorfbevölkerung auf. Andere Bezeichnungen, abhängig von der Größe der Instrumente sind khongada und dobru. In Rajasthan werden Volkstänze aufgeführt, die von den Kasten der Kalbelia und Jogi mit Gesang und auf einer pungi und Perkussionsinstrumenten wie der dhol oder einem thali (metallener Essteller) begleitet werden. Frauen der Kalbelia in bunten, Schlangen darstellenden Kostümen imitieren in ihren Tänzen deren Bewegungen. Die Musiker der Gruppe Dhoad sind durch Konzerte auch in Europa bekannt geworden.
Schlangenbeschwörer haben ihren großen Auftritt beim jährlichen Hindufestival Naga Panchami, das nahezu im ganzen Land anlässlich des Sieges von Krishna über die Schlange Kaliya gefeiert wird. Schlangen gelten als Symbol von Lebensenergie und Wachstum. In den Tempeln wird vor Abbildungen der kosmischen Schlange Vasuki Milch und Reis geopfert; die mit ihren Kobras in geflochtenen Körben umherziehenden Schlangenbeschwörer betteln um Almosen und Kleidung.
Mitglieder der hinduistischen Sekte der Kanphate ziehen als Bettler umher. Sie sind Shiva-Anhänger, als Anhänger des Nath-Kults heißen sie Nanpathi und wegen ihrer mit einem Metallring gepiercten Ohren Kanphate („geschlitzte Ohren“). Einige betteln und halten sich Affen oder Schlangen. Sie spielen pungi und essen nicht, bevor sie nicht die pungi geblasen haben.
Die südindische magudi ist etwas kleiner als das nordindische Instrument. Zum südindischen Volkstanztheater Yakshagana in Karnataka gehörte ab dem 17. Jahrhundert eine Musikbegleitung bestehend aus den beiden Trommeln maddale und chande, einer pungi als Borduninstrument und einem Sänger. Im Norden dieses Bundesstaates werden andere Göttergeschichten zumeist aus dem Mahabharata als Puppentheater aufgeführt und mit der Fasstrommel mridangam, Handzimbeln manjira, dem Borduninstrument ottu (ein Doppelrohrblattinstrument wie die nadaswaram ohne Grifflöcher), Harmonium und pungi begleitet. Nur den Namen hat die südindische nadaswaram, auch nagaswaram von der mythologischen Schlange Naga. Als Doppelrohrblattinstrument ist sie, wie die nordindische shehnai, mit der schlangenbeschwörenden pungi nicht verwandt. In Tamil Nadu ist die Doppelklarinette als makuti oder pambatti kuzhal bekannt.

## Diskografie
- Dhoad Gypsies: The Dhoad Gypsies from Rajasthan. ARC CD 2005
- Jodha: Sapera Snake Charmers of North India. Canyon, CD 2000
- Iqbal Jogi and Party: Authentic Music of the Snake Charmers of India. Legacy International, CD 1994